# Thalassocrinus
Genre
Thalassocrinus est un genre de crinoïdes sessiles, de la famille des Hyocrinidae.

## Espèces
Selon World Register of Marine Species (25 mars 2015) :
- Thalassocrinus alvinae Roux, 2002
- Thalassocrinus clausus Mironov & Sorokina, 1998
- Thalassocrinus mironovi Roux, 2002
- Thalassocrinus pontifer AH Clark, 1911